# المالح (الرقة)
المالح قرية سورية تتبع ناحية سلوك في منطقة تل أبيض في محافظة الرقة. بلغ عدد سكانها 304 نسمة في عام 2004 حسب إحصاء المكتب المركزي للإحصاء.